# Henri Poschmann
Henri Poschmann (* 30. April 1932 in Magdeburg; † 10. Juni 2022 in Weimar) war ein deutscher Literaturwissenschaftler und Germanist.

## Leben und Wirken
Poschmann absolvierte eine Lehre zum Fernmeldemechaniker. Danach folgte ein Germanistikstudium an der Universität Jena, das er 1957 mit einem Diplom abschloss. Ab 1957 arbeitete Poschmann als Assistent am Institut für deutsche Literatur bei den Nationalen Forschungs- und Gedenkstätten der klassischen deutschen Literatur in Weimar. 1962 wurde er als Literaturwissenschaftler freiberuflich tätig. Von 1971 bis 1991 war er wissenschaftlicher Mitarbeiter am Zentralinstitut für Literaturgeschichte der Akademie der Wissenschaften der DDR in Berlin. 1974 wurde er mit einer Dissertationsschrift zum Thema Dramatik und Epik im Vormärz promoviert. Poschmann war 1988 Initiator und Leiter der internationalen Georg-Büchner-Konferenz der Akademie der Wissenschaften in Berlin. Außerdem wirkte er bei verschiedenen Theater- und Filmprojekten beratend mit und übernahm Lehraufträge an der Humboldt-Universität zu Berlin, nach der Wende auch an der Freien Universität Berlin. Von 1994 bis 1997 wirkte er als wissenschaftlicher Mitarbeiter am Fachbereich Germanistik  der Freien Universität. Nach seinem Eintritt in den Ruhestand lebte und arbeitete Poschmann in Weimar als freier Wissenschaftler.
Schwerpunkt seiner Arbeiten war die deutsche Literatur des 18. bis 20. Jahrhunderts. Insbesondere beschäftigte er sich mit Georg Büchner und dessen Werken.

## Publikationen
- Louis Fürnberg: Volk und Wissen Berlin, 1967–1981, 3 Auflagen
- Georg Büchner: Aufbau-Verlag Berlin, 1983–1988, 3 Auflagen
- Beiträge zur Geschichte der deutschen Literatur des Vormärz: Dramatik und Epik. Diss., Akademie der Wissenschaften der DDR 1974

## Herausgeberschaften
- Georg Büchner. Sämtliche Werke, Briefe und Dokumente in zwei Bänden.  Deutscher Klassiker Verlag, Frankfurt am Main. 1992 und 1999
- Woyzeck / Georg Büchner, Insel Verlag Frankfurt am Main. 1989
- Im Anfang war die Nachtigall: Aus Lyrik u. Prosa / Heinrich Heine. Verlag Neues Leben, Berlin 1964